# リバーワールド
『リバーワールド』（Riverworld）は、アメリカのSF作家フィリップ・ホセ・ファーマーのSF小説シリーズ、またこの作品の舞台となっている惑星、及びこれを原作に製作されたTV映画。
当初は4部構成とされていたが、その後、第5部“Gods of Riverworld ”が書かれた。小説の日本語版は早川書房より第4部までが全6冊で出版された（岡部宏之訳）。第1部は1972年度のヒューゴー賞（長編小説部門）を受賞。第4部までがローカス賞にノミネートされている。

## あらすじ
第1部は、突如として大河の岸に復活した人類が住むこの惑星の説明と、この世界の謎を解こうとするリチャード・フランシス・バートンの活躍を描いている。
第2部では、大河の源にあるこの世界の創造者たちの本拠地“霧の塔”を目指すサミュエル・クレメンズが、手に入れた巨大隕石を使って蒸気船を建造するまでの活躍と、その建造した船をジョン王に横取りされるまでを描く。
第3部は、バートンたちがジョン王と合流して旅をする様子と、取り残されたトゥエインが新しい船を建造して出発していくまでを描く。
第4部で、登場人物たちはついに塔の近くまで到達するが、サミュエル・クレメンズとジョン王はそれぞれの船を率いて戦争を始める。その結果、主だった人間は死に、生き残ったバートンとその仲間は塔に入り、全ての謎を解明する。

## 世界観
リバーワールドは、ネアンデルタール人から21世紀の人類、合わせて360億人（5歳以下の子供を除く）が、死んだすぐ後に復活した世界である。それは誰も想像しなかった死後の世界であり、全長1千万マイルの一本の大河の両岸の緑の草原に人々は住んでいる。両岸の果ては高い山脈が続き、人が越えることは不可能である。そのため移動は、幅1マイルはある河を船で移動するしかない。この河には唯一、人間以外の動物である魚が生息している。
この惑星は鉱物が乏しく、農業もできないが、一定の間隔で設置されている物質転換装置から住人は1日3食、食料と煙草と、時には衣服になる布が聖杯を使って自動的に配給される。また木材になる竹林と森林も身近にあり、切ってもすぐ生えてくる。そして、25歳の若い体を持ち、病気もせず怪我をしてもすぐに直る。死んでもどこかの河岸に何度でも復活できる。
リバーワールドにやってきた直後は、この世界の創造者であるエスカル人たちは時代や民族の異なる者たちをある一定の割合で一ヶ所にそれぞれ分布した。人類はそのうちにそれぞれ小国家を建国し、戦争を始めた（他にすることがないから）。まさに地獄でも天国でもない世界「煉獄」である。

## 登場人物
- リチャード・フランシス・バートン
19世紀の英国の探険家。リバーワールドで目覚める前に異様な体験をした。
- アリス・リデル
ヴィクトリア朝時代の淑女。『不思議の国のアリス』の主人公のモデル。
- カズジントゥイトルアアベムスス（通称カズ）
ネアンデルタール人。バートンたちと行動をともにする。
- モナト・グルラウトゥト
くじら座タウ星人。21世紀に地球を訪れ、暴徒によって殺された。不気味な外見だが高い知性を持つ。
- ピーター・ジャイアラス・フリギット
アメリカの小説家。2008年没。頭文字P・J・Fは作者フィリップ・ホセ・ファーマーと同じ。
- サミュエル・クレメンズ
マーク・トゥエインの本名。リヴィと霧の塔を見つけるために旅をしていた。
- ジョー・ミラー
10万年前の大猿人。見た目通りの高い戦闘力を持つが、高い知性と優しい心の持ち主でもある。
- シラノ・ド・ベルジュラック
フランスの剣豪、文学者。リヴィと結婚したためクレメンズから嫌われている。
- リヴィ
クレメンズの生前の妻。
- ジョン王
13世紀のイングランド王。
- ヘルマン・ゲーリング
ナチス党幹部。

## 用語
- 聖杯 - 個人に一個ずつ与えられ、本人にしか使用できない。 復活時には聖杯も共に復活する。
- 霧の塔 - 北極の川の源流にあるという塔
- エスカル人 - リバーワールドの創造者たち。霧の塔にいるという。
- セカンド・チャンス教会
- パロランド
- ヴィロランド

## シリーズ作品
- 果しなき河よ我を誘え（To Your Scattered Bodies Go）　第1部
- わが夢のリバーボート（The Fabulous Riverboat）　第2部
- 飛翔せよ、遥かなる空へ（上・下）（The Dark Design）　第3部
- 魔法の迷宮（上・下）（The Magic Labyrinth）　第4部
- Gods of Riverworld　第5部　未訳

## 映像化作品
本シリーズに基づいて、Syfyチャンネルにおいて2003年のテレビ映画および2010年のテレビ映画と
二度の映像化が行われている。